# Māris Smirnovs
Māris Smirnovs (Daugavpils, 1976. június 2. –) lett válogatott  labdarúgó, jelenleg segédedző.
A lett válogatott tagjaként részt vett a 2004-es Európa-bajnokságon.

## Sikerei, díjai
Dinamo București
- Román bajnok (1): 2006–07

FK Ventspils
- Lett kupagyőztes (2): 2003, 2004